# كونراد سوان
كونراد سوان هو خبير شعارات ‏ كندي، ولد في 13 مايو 1924، وتوفي في 10 يناير 2019.